# Esagil-kin-apli
Esagil-kin-apli iz Borsipe je bil  ummânū ali glavni učenjak babilonskega kralja Adad-apla-idine (vladal 1067-1046 pr. n. št., srednja kronologija). Omenjen je na Uruškem seznamu modrecev in učenjakov iz leta 165 pr. n. št. Na Seznamu je omenjen  tudi njegov diagnostični priročnik Sakikkū (SA.GIG), medicinska razprava, kako s pomočjo simptomov določati  vzroke, pogosto nadnaravne, in prognoze bolezni. Priročnik je v 1. tisočletju pr. n. št. postal splošno sprejeto  besedilo. 
Esagil-kin-apli  je bil "pomemben meščan Borsipe" iz učene družine, "sin" Assalluhi-mansuma, apkalluja (učenjaka) iz  Hamurabijevega obdobja (vladal okoli 1792–1750 pr. n. št.).

## Dela

### Priročnik za izganjalce
Priročnik za izganjalce (eksorciste)  je seznam del, ki bi jih morali poznati vsi, ki si želijo obvladati āšipūtu ali obrt izganjanja. Sem spadajo rituali izganjanja, kraljevi rituali, medicinsko znanje, zakletve in nizi znamenj. Začne se z naslednjim besedilom: "Spisi, ki pripadajo umetnosti izganjanja (mašmaššūtu), napisani (kunnu) za poučevanje (izhu) in preizkušanje (tāmartu), vse pa je treba prebrati". Priročnik dejansko sestavljata dva priročnika: prvi obravnava  kakugallūtu (eksorcizem kot celota) in išippūtu (eksoterično znanje), drugi, ki se začne v 4. vrstici, pa pravi, da je tisto, kar sledi v vrsticah 5 do 20, priročnik eksorcista in učenjaka Esagil-kin-aplija. Temu sledijo nizi velikih astroloških (Enūma Anu Enlil) in zemeljskih (Šumma Ālu) slabih znamenj.

### Esagil-kin-aplijev katalog
Esagil-kin-aplijev katalog s podnaslovom niṣirti E[zida] (Ezidova skrivnost) je novoasirski in novobabilonski prepis. Katalog ima biografski uvod, kateremu sledita Esagil-kin-aplijeva razlaga nove izdaje diagnostičnega priročnika SA.GIG (Sakikkû) in fizionomski izvleček Alamdimmû, ki pravi:  "(Glede) dvojčkov, je njihova ureditev ena". Čeprav Katalog besedil in avtorjev obe besedili pripisuje bogi Eu, katalog sam in dodatek k Sakikkûju pravita drugače.  Katalog se začne z nekakšnim kazalom, v katerem je zapisanih nekaj prvih besed na posamezni tablici in število vrstic na njej.

### Alamdimmû
Šumma alamdimmû, "če oblika",  vsebuje  fiziognomična zla znamenja, zapisana  na 27 tablicah. Ta del kataloga Esagil-kin-apli opisuje kot  "… (nanaša se na) zunanjo obliko in videz (in kako kažeta na) usodo, ki jo bosta Ea in Assaluḫi/Marduk (?) namenila človeku v nebesih".  Izraz alamdimmû, "oblika" ali "podoba"  izhaja iz sumerskega alam.dímu. Naslednjih dvanajst tablic pravega Šumma alamdimmû je razdeljenih na odstavke, ki se začnejo s Šumma nigdimdimmû, "če videz" ali "oblika", zapisane na dveh tablicah. Obe tablici sta tako razdrobljeni, da se ju ne da rekonstruirati.
Odstavek na eni od tablic, ki se začne s Šumma kataduggû, "če izražanje",  opisuje posledice načina izražanja in vedenja in primerja te značilnosti s Šumma alu, "če mesto",  nizom zemeljskih znamenj. Poglavje, ki se začenja s Šumma sinništu qaqqada rab,  "če je ženska glava velika", na dveh tablicah našteva znamenja, ki temeljijo na videzu ženske. Poglavje Šumma liptu, "če je pika" ali "vrojeno znamenje", je bilo verjetno napisano na devetih tablicah. Osem tablic je bilo namenjenih znamenjem  na moških, ena pa znamenjem na ženskah. Zadnja tablica, Šumma šer’ān pūt imittišu ittenebbi, "če mu žilica na desni strani čela utripa", se nanaša na nehotene gibe.

### Sakikkū(SA.GIG)
V kolofonih obeh obstoječih katalogov diagnostičnih in fiziognomskih znamenj je kot izvor naveden Sakikkū, "simptomi" (sumersko SA.GIG, obolele žile/mišice). Esagil-kin-apli pravi, da je diagnostična znamenja za sestavljanje besedila zbral med vladavino Adad-apla-iddine in o njih pravi, "da od nekdaj niso bila organizirana, ampak neurejena in zapletena."  Primarni namen diagnoze je bil prepoznati božanskega pošiljatelja bolezni, ki se je dojemala kot sporočilo božanstva. Esagil-kin-apli je uporabljal  logičen sklop aksiomov in predpostavk, vključno s potrebo po pregledu simptomov pacienta, da bi lahko postavil diagnozo. Sistematično je razporedil več kot 3000 vnosov od glave do stopala, razdeljenih na levo (neugodno) na desno (ugodno)  stran, v barvnem zaporedju pa rdeča/rjava, rumena /zelena, črna ali bela in dva negotova odtenka in jih zapisal na 40 tablicah, "saj je to številka boga Ea, ki je človeku dal diagnostično znanje".
Sakikkū je razdeljen na šest različno dolgih poglavij. Poglavje, zapisano na dveh tablicah, ki se začne z besedami "ko izganjalec odide v hišo obolele osebe",  vsebuje znamenja, ki jih izganjalec lahko dobi na poti k bolniku. Večbarvni prašič,  na primer, lahko pomeni, da ima bolnik vodenico.
V drugem poglavju, ki se začne s "ko se približaš bolniku", je opisan pregled  "od glave do pete". Avtorstvo poglavja so pripisovali bogu Ei. Poglavje je zapisano na dvanajstih tablicah, od katerih je prvih sedem posvečenih glavi.
Tretje poglavje, ki se začne s "če je bolan en dan in…", opisuje poteke bolezni.
Četrto poglavje je posvečeno izključno nevrološkim sindromom, vključno z epilepsijo,  kapmi, duhovi in bogovi in vsebuje nekaj magičnih receptov. Katalog omenja, da je poglavje napisano na petih tablicah.  Poglavja se začenjajo z besedami "če nanj pade miqtu", "če je človekov obraz udarila ohromelost", "če ga je roka duha spremenila v an.ta.šub.ba" (nenaden napad, "padel z nebes"), "če je z njim rojen Lugal.ùr.ra" in "če je bolan in stalno odpira usta".
Peto poglavje je napisano na petih tablicah in morda obravnava zdravljenje specifičnih bolezni, na primer ran na koži in vročice. Tablica 33 je posvečena poimenovanju bolezni v odvisnosti od njene narave. 
Šesto in zadnje poglavje, napisano na petih tablicah, obravnava ženske in otroke. Začne se z besedami "če je plodna ženska noseča" in se ukvarja z ginekologijo in ugotavljanjem spola in sreče nerojenega otroka s simptomi, ki so se pojavili med nosečnostjo, na primer s spremembo in barve in oblike bradavic.

## Napisi
1. ↑   W 20030,7, selevkidski  Seznam modrecev in učenjakov, vrstica 16, odkrit v Anujevem templju Bīt Rēš med izkopavanji leta 1959/60.
2. ↑   KAR 44, (ref. P369026), rev 5-20.
3. ↑   Asirski ND 4358 in  4366 je iz Nimruda, babilonski BM 41237, 46607 in 47163 pa iz Babilona